# بوروسيا دورتموند موسم 2007–08
كان موسم 2007–08 هو الموسم الـ97 (والعام الـ98 بشكل عام) لبوروسيا دورتموند في تاريخ نادي كرة القدم والموسم الـ32 على التوالي في دوري الدرجة الأولى الألماني لكرة القدم، البوندسليغا.